# Wolfgang Beyreuther

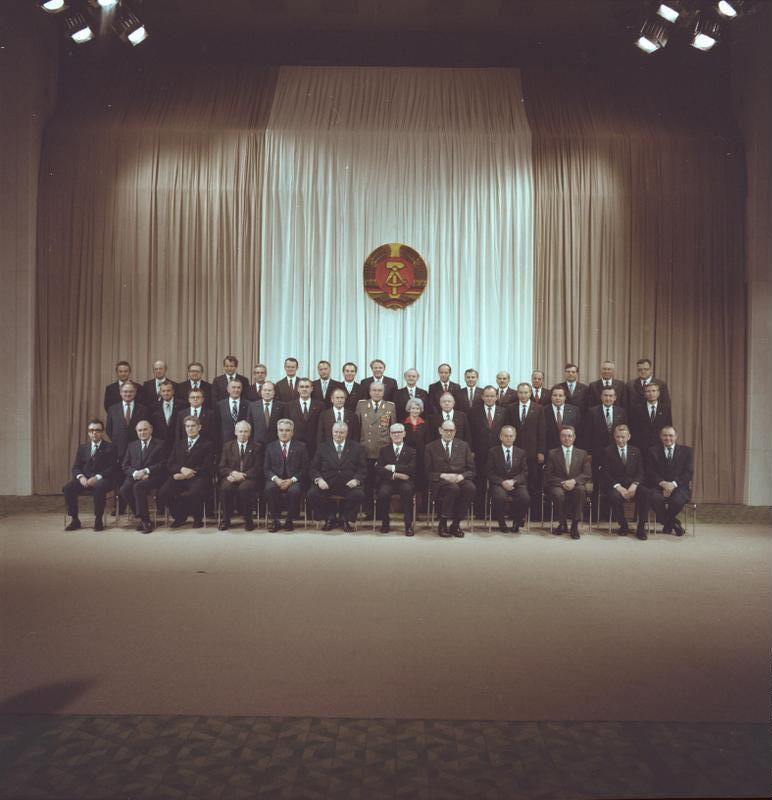
Wolfgang Beyreuther auf dem Gruppenfoto des Ministerrates 1981 (3. Reihe, 6. v. l.)

Wolfgang Beyreuther (* 16. Juni 1928 in Böhlitz-Ehrenberg; † 1. Februar 2012 in Betzenstein) war ein deutscher Politiker (SED). Er war Staatssekretär für Arbeit und Löhne im Ministerrat der DDR sowie stellvertretender Vorsitzender des Freien Deutschen Gewerkschaftsbundes (FDGB), Abgeordneter der Volkskammer und Mitglied des Zentralkomitees (ZK) der SED.

## Leben
Der aus einer Arbeiterfamilie stammende Beyreuther absolvierte nach dem Besuch der Volksschule von 1942 bis 1944 eine Berufsausbildung zum Maschinenschlosser und leistete nach dem Reichsarbeitsdienst seinen Militärdienst von 1944 bis 1945 in der Wehrmacht.
Nach seiner Entlassung aus der Kriegsgefangenschaft war er 1945 zunächst als Enttrümmerungsarbeiter für eine Baufirma in Rendsburg tätig und dann von 1945 bis 1948 als Maschinenschlosser beim VEB Polygraph Leipzig. Nach seinem Eintritt in den FDGB war er zugleich Jugendvertrauensmann in einem Metallbetrieb in Leipzig. 1946 trat er zunächst der SPD bei und nach der Zwangsvereinigung von SPD und KPD Mitglied der SED. Von 1947 bis 1951 war er Mitglied des Ortsvorstandes der IG Metall in Leipzig sowie zugleich zwischen 1948 und 1951 Jugendsekretär des dortigen Orts- und Gebietsvorstandes.
Er absolvierte zwischen 1951 und 1952 ein Studium an der Gewerkschaftshochschule „Fritz Heckert“ und war nach dessen Beendigung und der Übersiedlung nach Berlin im Jahr 1953 bis 1956 als Instrukteur, Abteilungsleiter sowie schließlich als Mitglied des Sekretariats und Sekretär des Zentralvorstandes der IG Metall tätig. Im Anschluss studierte er von 1956 bis 1959 an der Parteihochschule der KPdSU in Moskau und schloss dieses Studium mit dem akademischen Grad eines Diplom-Gesellschaftswissenschaftlers ab.
Nach seiner Rückkehr in die DDR wurde er hauptamtlicher Funktionär des FDGB und war zwischen 1959 und 1989 Mitglied des Bundesvorstandes des FDGB sowie von 1959 bis 1977 auch Mitglied des Präsidiums und des Sekretariats des Bundesvorstandes des FDGB. In dieser Funktion war er 1970 auch Herausgeber des Buchs Das uns Gemäße. Lyrikanthologie schreibender Arbeiter. Als Sekretär des Bundesvorstands war er von Oktober 1959 bis Dezember 1961 für Agitation und Propaganda, von Oktober 1959 bis 1964 für Kultur, von Oktober 1959 bis Dezember 1963 für die Zentralbibliothek sowie für die Gewerkschaftshochschule, von Oktober 1959 bis Juli 1968 für den Verlag der Gewerkschaftszeitung Tribüne, von November 1959 bis November 1960 für Presse, von November 1963 bis 1965 für Internationale Verbindungen, Dezember 1963 bis 1966 für Agitation und Propaganda sowie von April bis Mai 1968 erneut für Kultur verantwortlich.
Zwischen 1964 und 1971 war er Stellvertretendes Mitglied im Büro des Generalrats des Weltgewerkschaftsbundes (WGB) sowie von 1966 bis 1971 Vizepräsident der Liga für die Vereinten Nationen der DDR. Im Juli 1971 wurde er als Nachfolger von Rolf Berger neben Johanna Töpfer Stellvertretender Vorsitzender des FDGB und damit Vertreter von Harry Tisch. Diese Funktion bekleidete er bis April 1977 und war gleichzeitig auch Mitglied des Büros des Generalrates des WGB.
Zugleich wurde er 1971 zum Abgeordneten der Volkskammer gewählt und gehörte dieser als Mitglied der Fraktion des FDGB nach den Wahlen zur Volkskammer 1976, 1981 sowie 1986 bis 1990 an und war zwischen 1976 und 1981 auch Stellvertretender Vorsitzender des Ausschusses für Nationale Verteidigung. Daneben wurde er 1971 zunächst Kandidat und dann von 1973 bis 1989 Mitglied des Zentralkomitees (ZK) der SED.
Im April 1977 wurde er als Nachfolger von Horst Rademacher Staatssekretär für Arbeit und Löhne und gehörte als solcher von Juli 1977 bis November 1989 dem Ministerrat der DDR an. Im November 1989 wurde das Staatssekretariat zum Ministerium aufgewertet, Minister für Arbeit und Löhne wurde Hannelore Mensch. Zugleich war er zwischen 1977 und 1989 Leiter der Delegationen der DDR bei den Internationalen Arbeitskonferenzen der Internationalen Arbeitsorganisation (ILO).
Zuletzt war er von 1982 bis 1990 auch Vorsitzender des Freundschaftskomitees DDR-Afghanistan der Liga für Völkerfreundschaft.
Seit 1992 lebte er in Betzenstein in Bayern und leitete dort den Männergesangsverein.

## Auszeichnungen
- Vaterländischer Verdienstorden in Silber (1964) und Gold (1978)
- Ehrenspange zum Vaterländischen Verdienstorden in Gold (1988)[11]
- Orden Banner der Arbeit
- Held der Arbeit (1974)